# (12366) Luisapla
(12366) Luisapla es un asteroide perteneciente al cinturón de asteroides descubierto por Orlando Antonio Naranjo desde el Observatorio Astronómico Nacional de Llano del Hato, Mérida, Venezuela, el 8 de febrero de 1994.

## Designación y nombre
Luisapla recibió al principio la designación de 1994 CD8.
Más tarde, en 2008, se nombró en honor de la profesora de la Universidad de Carabobo de origen español. Nacida en Villarrobledo (Albacete) Luisa Pla.

## Características orbitales
Luisapla está situado a una distancia media del Sol de 2,284 ua, pudiendo acercarse hasta 2,026 ua y alejarse hasta 2,543 ua. Su excentricidad es 0,1133 y la inclinación orbital 3,426 grados. Emplea en completar una órbita alrededor del Sol 1261 días. El movimiento de Luisapla sobre el fondo estelar es de 0,2854 grados por día.

## Características físicas
La magnitud absoluta de Luisapla es 14,2.